# Orthodoxe Synagoge Mainz

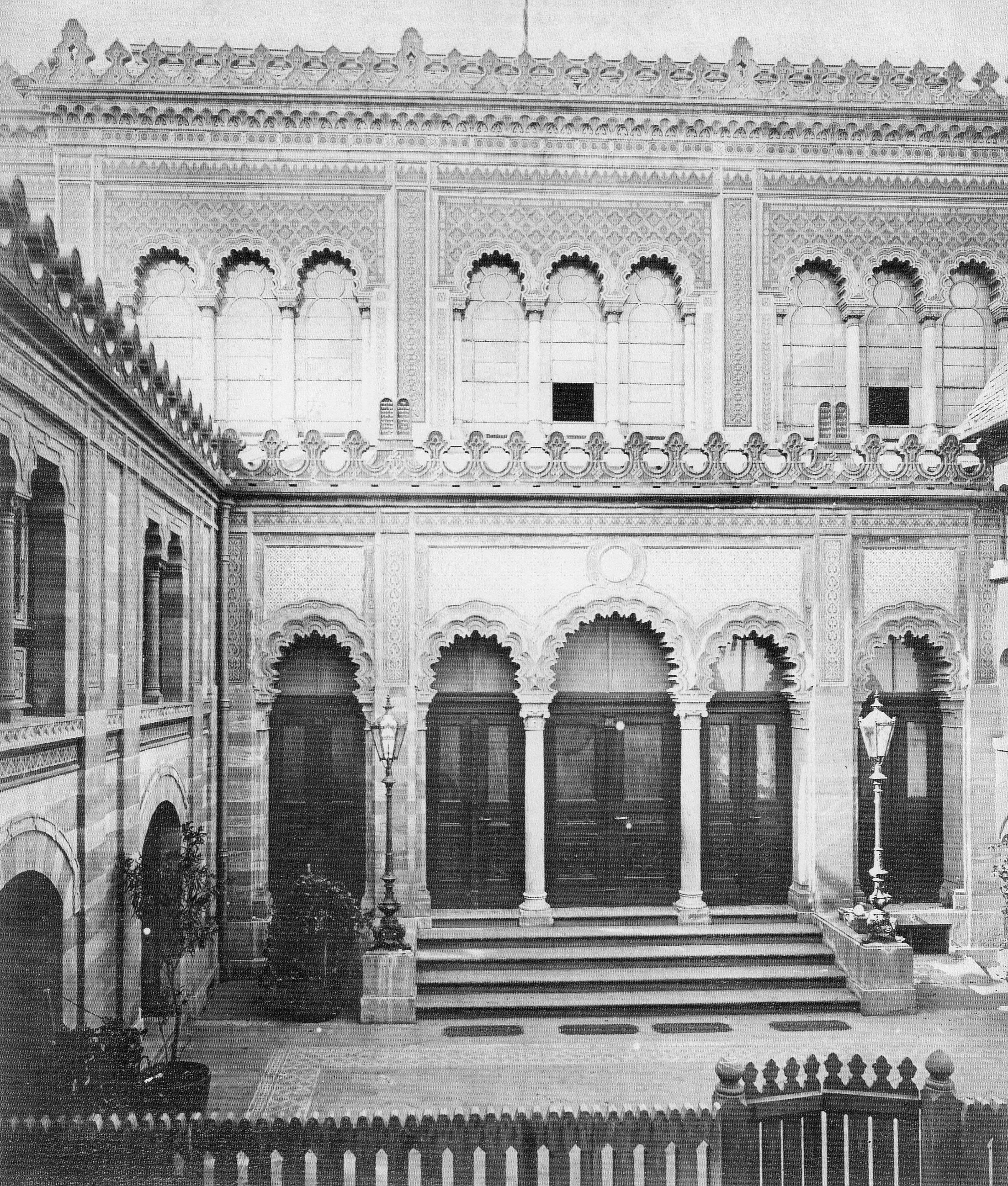
Neubau der Orthodoxen Synagoge von 1878–79 nach Entwurf von Eduard Kreyßig (um 1900)

Die Orthodoxe Synagoge war die von 1856 bis 1938 bestehende Synagoge des orthodoxen Gemeindeteils der jüdischen Gemeinde in Mainz.
Aufgrund von liturgischen Reformen und dem Einbau einer Orgel in der 1853 eingeweihten Hauptsynagoge Mainz richteten sich die orthodoxen Juden („Israelitische Religionsgesellschaft“) in Mainz einen eigenen Betraum ein, um den Gottesdienst in traditioneller Weise gestalten zu können, sie mussten jedoch Teil der Einheitsgemeinde („Israelitische Religionsgemeinde“) bleiben, weil bis 1876 ein Austritt nur unter Verlust der jüdischen Religionszugehörigkeit möglich war. Von 1854 bis zu seinem Tode 1890 war Marcus Lehmann ihr Rabbiner. Zunächst wurde der Gottesdienst provisorisch im Gasthaus "Zur Stadt Darmstadt" abgehalten (Vordere Judengasse/Synagogenstraße 20).
Am 24. September 1856 konnte die nach Plänen des Architekten Albert errichtete Orthodoxe Synagoge auf dem Eckgrundstück Flachsmarkt-/Margarethenstraße eingeweiht werden. Der Zugang erfolgte zwischen den Gebäuden Margarethenstraße 19 und Flachsmarktstraße 25. Auf Grund von Bauschäden musste bereits 1877 mit der Planung für einen Neubau begonnen werden. Diese wurde nach Plänen des Stadtbaumeisters Eduard Kreyßig im maurischen Stil errichtet und konnte am 26. Mai 1879 eingeweiht werden. Der Bau bot etwa 300 Personen Platz. Während der Novemberpogrome 1938 wurde die Synagoge durch einen Brand beschädigt, die Inneneinrichtung geschändet und zerstört. Der Abbruch unterblieb zunächst, um umliegende Häuser nicht zu gefährden. Bei einem Bombenangriff im August 1942 wurde das Gebäude völlig zerstört.
Im Gebäudekomplex der Synagoge befand sich auch eine 1859 gegründete jüdische Schule, die nach dem orthodoxen Rabbiner und Schulleiter Jonas Bondi (1862–1929) meist als „Bondi-Schule“ bezeichnet wurde. Auch diese wurde im November 1938 von den Nazis verwüstet und stellte danach ihr Wirken ein.
Heute erinnert eine Gedenktafel an die zerstörte orthodoxe Synagoge.